# 케빈 뮐러
케빈 뮐러(독일어: Kevin Müller, 1991년 3월 15일 ~ )는 독일의 축구 선수이다. 현재 독일 분데스리가의 1. FC 하이덴하임에서 활약하고 있다.